# Шиньянга
Шиньянга (суах. Tanga) — місто в Танзанії і однойменний округ навколо міста. Населення району складає 107 362 осіб. Є адміністративним центром однойменного регіону Шиньянга

## Географія
Місто розташоване на півночі країни, між столицею країни, містом Додома, та озером Вікторія. Найближче велике місто — Мванза (141 км по прямій, 162 км залізницею, 176 км по автотрасі).

## Відомі особистості
В поселенні народились:
- Стівен Канумба (1984-2012) — танзанійський актор і режисер.
- Флавіана Матата (* 1987) — танзанійська модель.